# Homidiana lederi
Homidiana lederi is een vlinder uit de familie van de Sematuridae. De wetenschappelijke naam van de soort is voor het eerst geldig gepubliceerd in 1925 door Pfeiffer.